# Сянь Дунмэй
Ся́нь Дунмэ́й (кит. упр. 冼东妹, пиньинь Xiǎn Dōngmèi, род. 15 сентября 1975, городской уезд Сыхуэй городского округа Чжаоцин провинции Гуандун) — китайская дзюдоистка, член национальной сборной Китая. Двукратная Олимпийская чемпионка Олимпийских игр 2008 года в Пекине и Олимпийских игр 2004 года в Афинах. Дважды серебряный призёр чемпионатов Азии 1995 и 2004 годов.